# دایائو، لیویانگ
دایائو، لیویانگ (به لاتین: Dayao) یک شهرک در جمهوری خلق چین است که در لیویانگ واقع شده‌است. دایائو ۶۳ کیلومتر مربع مساحت و ۵۳٬۰۰۰ نفر جمعیت دارد.